# Washington, D.C. International
Groupe 1 (arrêtée)
Le Washington, D.C. International était une course hippique de plat se déroulant à Laurel (Maryland), aux États-Unis. 
Créée en 1952, elle attirait certains des meilleurs chevaux européens (et même soviétiques, puisque plusieurs chevaux russes y prirent part dans les années 1960), mais la création de la Breeders' Cup précipita son déclin et elle disparut en 1995. Au cours de ses 43 éditions, 20 chevaux américains l'emportèrent, contre 23 chevaux étranger. Épreuve de Groupe I réservée aux chevaux de 3 ans et plus, elle a connu deux formules : elle se disputa sur 2 400 mètres jusqu'en 1986, puis sur 2 000 mètres jusqu'en 1994 (à l'exception de 1993, où la distance fut ramenée à 1 600 mètres). 

## Palmarès
| Année | Vainqueur         | S/A | Pays        | Père              | Jockey              | Entraîneur              | Propriétaire           | Deuxième           | Troisième        | Temps   |
| ----- | ----------------- | --- | ----------- | ----------------- | ------------------- | ----------------------- | ---------------------- | ------------------ | ---------------- | ------- |
| 1994  | Paradise Creek    | M.5 | États-Unis  | Irish River       | Pat Day             | William I. Mott         | Masayuki Nishiyama     | Redcall            | Beneficial       | 1'59"60 |
| 1993  | Buckhar           | M.5 | États-Unis  | Dahar             | Jean Cruguet        | Willard C. Freeman      | John W. Meriwether     | Maryland Moon      | Cleone           | 1'38"00 |
| 1992  | Zoman             | M.5 | Royaume-Uni | Affirmed          | Alan Munro          | Paul Cole               | Prince Fahd bin Salman | Sillery            | Contested Bid    | 2'01"40 |
| 1991  | Leariva           | F.4 | France      | Irish River       | Edgar Prado         | David Smaga             | Thierry van Zuylen     | Sillery            | Goofalik         | 2'06"40 |
| 1990  | Fly Till Dawn     | M.4 | États-Unis  | Swing Till Dawn   | Laffit Pincay, Jr.  | Darrell Vienna          | Josephine T. Gleis     | Ode                | Creator          | 2'01"20 |
| 1989  | Caltech           | M.3 | États-Unis  | Explosive Bid     | Rene R. Douglas     | Eduardo Azpurua, Jr.    | David S. Romanik       | Yankee Affair      | Mister Wonderful | 2'07"60 |
| 1988  | Sunshine Forever  | M.3 | États-Unis  | Roberto           | Angel Cordero, Jr.  | John M. Veitch          | Darby Dan Farm         | Frankly Perfect    | Squill           | 2'03"00 |
| 1987  | Le Glorieux       | M.3 | France      | Cure The Blues    | Laffit Pincay, Jr.  | Robert Collet           | Sieglinde Wolf         | Great Communicator | Motley           | 2'02"80 |
| 1986  | Lieutenant's Lark | M.4 | États-Unis  | Lt. Stevens       | Robbie Davis        | Howard M. Tesher        | Lowell T. Stevens      | Dance of Life      | Palace Music     | 2'09"00 |
| 1985  | Vanlandingham     | M.4 | États-Unis  | Cox's Ridge       | Don MacBeth         | Claude R. McGaughey III | Loblolly Stable        | Yashgan            | Jupiter Island   | 2'35"60 |
| 1984  | Seattle Song      | M.3 | France      | Seattle Slew      | Cash Asmussen       | Francois Boutin         | Stavros Niarchos       | Persian Tiara      | Strawberry Road  | 2'27"20 |
| 1983  | All Along         | F.4 | France      | Targowice         | Walter Swinburn     | Patrick Biancone        | Daniel Wildenstein     | Welsh Term         | Majestys Prince  | 2'35"00 |
| 1982  | April Run         | F.4 | France      | Run The Gantlet   | Cash Asmussen       | Francois Boutin         | Diana M. Firestone     | Majesty's Prince   | Thunder Puddles  | 2'31"00 |
| 1981  | Providential      | M.4 | France      | Run The Gantlet   | Alain Lequeux       | Charles E. Whittingham  | Serge Fradkoff         | April Run          | Galaxy Libra     | 2'31"20 |
| 1980  | Argument          | M.3 | États-Unis  | Kautokeino        | Lester Piggott      | Maurice Zilber          | Bruce McNall           | The Very One       | Yvonand          | 2'30"20 |
| 1979  | Bowl Game         | M.3 | États-Unis  | Tom Rolfe         | Jorge Velasquez     | John M. Gaver, Jr.      | Greentree Stable       | Trillion           | Le Marmot        | 2'51"00 |
| 1978  | Mac Diarmida      | M.3 | États-Unis  | Minnesota Mac     | Jean Cruguet        | Scotty Schulhofer       | Jerome M. Torsney      | Tiller             | Waya             | 2'27"00 |
| 1977  | Johnny D.         | H.3 | États-Unis  | Stage Door Johnny | Steve Cauthen       | Michael Kay             | Dana S. Bray, Jr.      | Majestic Light     | Exceller         | 2'32"00 |
| 1976  | Youth             | M.3 | France      | Ack Ack           | Sandy Hawley        | Maurice Zilber          | Nelson Bunker Hunt     | On My Way          | Ivanjica         | 2'46"20 |
| 1975  | Nobiliary         | M.4 | France      | Vaguely Noble     | Sandy Hawley        | Maurice Zilber          | Nelson Bunker Hunt     | Comtesse de Loir   | On My Way        | 2'31"20 |
| 1974  | Admetus           | H.4 | France      | Reform            | Maurice Philipperon | John Cunnington, Jr.    | Sir Michael Sobell     | Desert Vixen       | Dahlia           | 2'29"60 |
| 1973  | Dahlia            | F.3 | France      | Vaguely Noble     | William Pyers       | Maurice Zilber          | Nelson Bunker Hunt     | Big Spruce         | Scottish Rifle   | 2'31"80 |
| 1972  | Droll Role        | M.4 | États-Unis  | Tom Rolfe         | Braulio Baeza       | Thomas J. Kelly         | John M. Schiff         | Parnell            | Steel Pulse      | 2'38"80 |
| 1971  | Run the Gantlet   | M.3 | États-Unis  | Tom Rolfe         | Robert Woodhouse    | J. Elliott Burch        | Rokeby Stables         | Irish Ball         | Chompion         | 2'50"60 |
| 1970  | Fort Marcy        | H.6 | États-Unis  | Amerigo           | Jorge Velasquez     | J. Elliott Burch        | Rokeby Stables         | Miss Dan           | Bacuco           | 2'42"80 |
| 1969  | Karabas           | M.4 | Royaume-Uni | Worden            | Lester Piggott      | Bernard van Cutsem      | Benjamin Guinness      | Hawaii             | Czar Alexander   | 2'27"00 |
| 1968  | Sir Ivor          | M.3 | Irlande     | Sir Gaylord       | Lester Piggott      | Vincent O'Brien         | Raymond R. Guest       | Czar Alexander     | Fort Marcy       | 2'37"20 |
| 1967  | Fort Marcy        | H.3 | États-Unis  | Amerigo           | Manuel Ycaza        | J. Elliott Burch        | Rokeby Stables         | Damascus           | Tobin Bronze     | 2'27"00 |
| 1966  | Behistoun         | M.3 | France      | O'Grady           | Jean Deforge        | Joseph Lieux            | Alec Weisweiller       | Anilin             | Assagai          | 2'28"80 |
| 1965  | Diatome           | M.3 | France      | Sicambre          | Jean Deforge        | Geoffroy Watson         | Guy de Rothschild      | Carvin             | Roman Brother    | 2'28"20 |
| 1964  | Kelso             | H.7 | États-Unis  | Your Host         | Ismael Valenzuela   | Carl Hanford            | Bohemia Stable         | Gun Bow            | Anilin           | 2'23"80 |
| 1963  | Mongo             | M.4 | États-Unis  | Royal Charger     | Wayne Chambers      | Frank A. Bonsal         | Marion duPont Scott    | Kelso              | Nyrcos           | 2'27"40 |
| 1962  | Match II          | M.4 | France      | Tantième          | Yves Saint-Martin   | François Mathet         | François Dupré         | Kelso              | Carry Back       | 2'28"20 |
| 1961  | T.V. Lark         | M.4 | États-Unis  | Indian Hemp       | Johnny Longden      | Paul Parker             | Preston W. Madden      | Kelso              | Prenupcial       | 2'26"20 |
| 1960  | Bald Eagle        | M.5 | Royaume-Uni | Nasrullah         | Manuel Ycaza        | Woody Stephens          | Cain Hoy Stable        | Harmonizing        | Zabeg            | 2'33"00 |
| 1959  | Bald Eagle        | M.4 | Royaume-Uni | Nasrullah         | Manuel Ycaza        | Woody Stephens          | Cain Hoy Stable        | Midnight Sun       | Tudor Era        | 2'28"00 |
| 1958  | Sailor's Guide    | M.6 | Australie   | Lighthouse        | Howard Grant        | J. Bowes Bond           | Jaclyn Stable          | Tudor Era          | Ballymoss        | 2'33"20 |
| 1957  | Mahan             | M.6 | France      | Avenger           | Sam Boulmetis, Sr.  | Harry Trotsek           | Hasty House Farm       | Third Brother      | Stephanotis      | 2'34"60 |
| 1956  | Master Boing      | M.3 | France      | Medium            | Guy Chancelier      | Georges Pelat           | Andre E. Lombard       | Mister Gus         | Prince Cortauld  | 2'39"00 |
| 1955  | El Chama          | M.4 | Venezuela   | Claro             | Raul Bustamante     | Jose Israel La Belle    | Carlos V. Rincones     | Prendase           | Social Outcast   | 2'36"20 |
| 1954  | Fisherman         | M.3 | États-Unis  | Phalanx           | Eddie Arcaro        | Sylvester Veitch        | Cornelius V. Whitney   | Banassa            | Brush Burn       | 2'47"80 |
| 1953  | Worden            | M.3 | France      | Wild Risk         | Charles Smirke      | Georges Bridgland       | Ralph B. Strassburger  | Iceberg            | Sunglow          | 2'36"00 |
| 1952  | Wilwyn            | M.4 | États-Unis  | Pink Flower       | Manny Mercer        | John Waugh              | Robert C. Boucher      | Ruhe               | Zucchero         | 2'30"80 |